# 5885 Apeldoorn
5885 Apeldoorn eller 3137 T-2 är en asteroid i huvudbältet som upptäcktes den 30 september 1973 av den nederländsk-amerikanske astronomen Tom Gehrels och det nederländska astronomparet Ingrid van Houten-Groeneveld och Cornelis Johannes van Houten vid Palomarobservatoriet. Den är uppkallad efter amatörastronomen Ben Apeldoorn.
Asteroiden har en diameter på ungefär 17 kilometer.